# Takpa Shiri
Der Takpa Shiri ist ein Berg im Assam-Himalaya an der Grenze zwischen dem indischen Bundesstaat Arunachal Pradesh und dem Chinesischen Gebiet Tibet.
Der vergletscherte Berg hat eine Höhe von 6654 m. Er befindet sich auf der McMahon-Linie im Himalaya-Hauptkamm in einem zwischen Indien und China umstrittenen Gebiet. Der Takpa Shiri ist einer der höchsten Berge in Arunachal Pradesh. Der Takpa Shiri liegt 16,23 km nordöstlich des 6883 m hohen Tui Kangri. Die Südflanke des Takpa Shiri liegt im Einzugsgebiet des Kameng, während die Nordflanke über den Subansiri entwässert wird.
Der Takpa Shiri ist noch unbestiegen. Er gilt als einer der drei heiligsten Berge der tibetischen Religion.